# Гра в наперстки

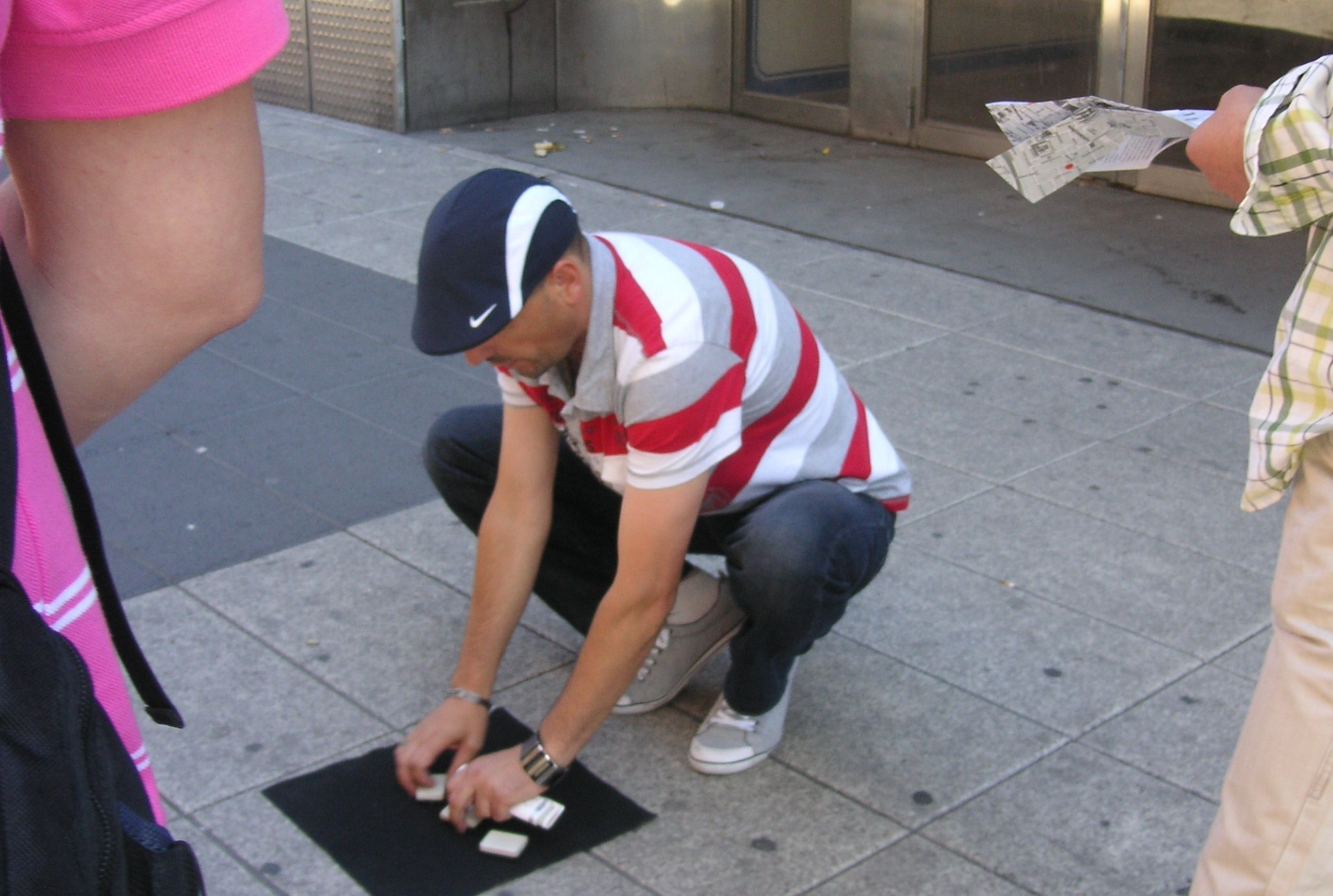
Гра в наперстки. На передньому плані наперсточник

Гра в напе́рстки — азартна гра, що зазвичай є одним із видів шахрайства.
У кінці 1980-х в Україні гра приносила великі прибутки представникам злочинного світу.

## Опис
Зазвичай гру в наперсток обслуговує група із семи-восьми підставних осіб: сам наперсточник (на злочинному жаргоні — «низовий») та три-чотири помічники, одна частина яких захищає наперсточника від небажаних несподіванок (наближення правоохоронців, гнів ображеної чи обдуреної публіки тощо); сигналом про небезпеку слугує або умовний свист, або вигук заздалегідь домовленого імені. Самі шахраї цю групу називають «маяки» (від функції сигналізувати). Інша частина злочинної команди, яка називається «верхові», заманює довірливих перехожих («лохів») до гри, демонструючи їм на власному прикладі, як просто та швидко можна заробити легких грошей.
На перший погляд, правила гри прості та зрозумілі. Усе, що потрібно — це відгадати, під яким із трьох ковпачків (склянок, наперстків) перебуває кулька. Увесь трюк полягає в тому, що кулька під наперстком знаходиться до тих пір, поки в грі бере участь наперсточник з «верховими» підставними гравцями. Щойно в гру вступає випадковий перехожий, який повірив у власну спостережливість, кулька відразу шляхом маніпуляцій наперсточника зникає з-під наперстка. Щоб це було непомітно, підставні гравці намагаються різноманітними діями відвернути увагу жертви в той момент, коли він перевертає ковпачок.
Одним із найпоширеніших способів нечесної гри є такий: підставна особа нібито користується тим, що наперсточник відволікся чи відвернувся, помічає, де перебуває кулька. Відповідно «верховий» указує на цей наперсток і піднімає його, але кульки під ним не виявляється, зате вона виявляється під іншим ковпачком. Річ у тім, що «верховий», піднімаючи наперсток, непомітно затискає кульку між кінчиками пальців, а наперсточник, демонструючи (після програшу невдахи) кульку під іншим наперстком, так само непомітно підсовує під наперсток точно таку ж кульку.
Але функції підставних осіб не обмежуються тільки цими маніпуляціями. Під час гри вони всіляко намагаються привернути до себе і до наперсточника якомога більше уваги. Пропонують перехожим, посилаючись на нібито брак грошей для вже стовідсоткового виграшу, зіграти з ними у складчину. При цьому запевняють, що виграш, який у багато разів перевищує суму, якої їм бракує, вони розділять порівну. У разі, якщо гроші дає хто-небудь із довірливих перехожих, гарантований виграш для нього перетворюється на гарантований програш. Якщо ж невдахи не знаходиться, то аби не переривати процес гри, гроші надає інший «верховий». У цьому випадку виграш «випадкових» партнерів, який вони ділять на очах у всіх, гарантований.
У зв'язку з тим, що більшість населення вже знає, що наперсточник ховає кульку в руці і виграти у нього неможливо, шахраями іноді застосовується схема «для розумних». «Розумнику» шахраї пропонують стати одним із «верхових», тобто зображати натовп і вигравати в наперсточника те, що будуть йому програвати перехожі. Але він ще не знає, що в ролі підставних перехожих «лохів» будуть брати участь інші «верхові». Тому підставні «лохи» будуть постійно вигравати, а «розумник» постійно програвати, і тривати це буде доти, доки в «розумника» не закінчаться гроші чи він сам не зрозуміє, що став жертвою шахраїв. Коли таке стається, до нього підходять «бики» (охорона наперсточника) і просять піти.
Подібно до сицилійської мафії, наперсточники дотримуються суворої ієрархії та дисципліни, що також відбивається на розподілі отриманих ними доходів. Зазвичай 25 відсотків отримує сам наперсточник — «низовий». По 10 відсотків — «верхові» (підставні особи), 5 відраховується «маякам» (група прикриття). Половину чи й більше забирає «пахан», тобто організатор цього шахрайства, на якого часто працює не одна, а декілька бригад наперсточників одночасно.

## Наперстки в Україні
Як стверджує Аркадій Шульц, колишній мер Харкова Генадій Кернес грав у наперстки впродовж приблизно одного місяця.
У Києві група наперсточників називалася «станок».